# 胡昌齡
胡昌龄（?—?），明朝政治人物、進士。
洪武十八年（1385年），胡昌龄中式乙丑科進士，后授予监察御史。